# 287 Nephthys
Nephthys (asteroide 287) é um asteroide da cintura principal com um diâmetro de 67,6 quilómetros, a 2,29694687 UA. Possui uma excentricidade de 0,0237298 e um período orbital de 1 318,13 dias (3,61 anos).
Nephthys tem uma velocidade orbital média de 19,41790113 km/s e uma inclinação de 10,0230532º.
Este asteroide foi descoberto em 25 de Agosto de 1889 por Christian Peters.
Foi nomeado em honra à deusa egípcia Néftis. 